# Milka (postać biblijna)
Milka (hebr. מִלְכָּה) – postać biblijna ze Starego Testamentu. Córka Harana, bratanica Abrahama, siostra Lota i Jiski. Poślubiła swojego stryja Nachora (Rdz 11,29). Była matką Usa, Buza, Kemuela, Keseda, Chazo, Pildasza, Jidlafa i Betuela (Rdz 22,20-23). Poprzez Betuela była babką Labana i Rebeki.